# Unité spéciale de la garde nationale
L'unité spéciale de la garde nationale (arabe : الوحدة المختصة للحرس الوطني) ou USGN est l'unité d'intervention spécialisée de la garde nationale tunisienne chargée de la gestion des situations d'exception nécessitant l'engagement d'hommes spécialement entraînés et équipés, ou la mise en œuvre de techniques ou de moyens spéciaux.

## Historique

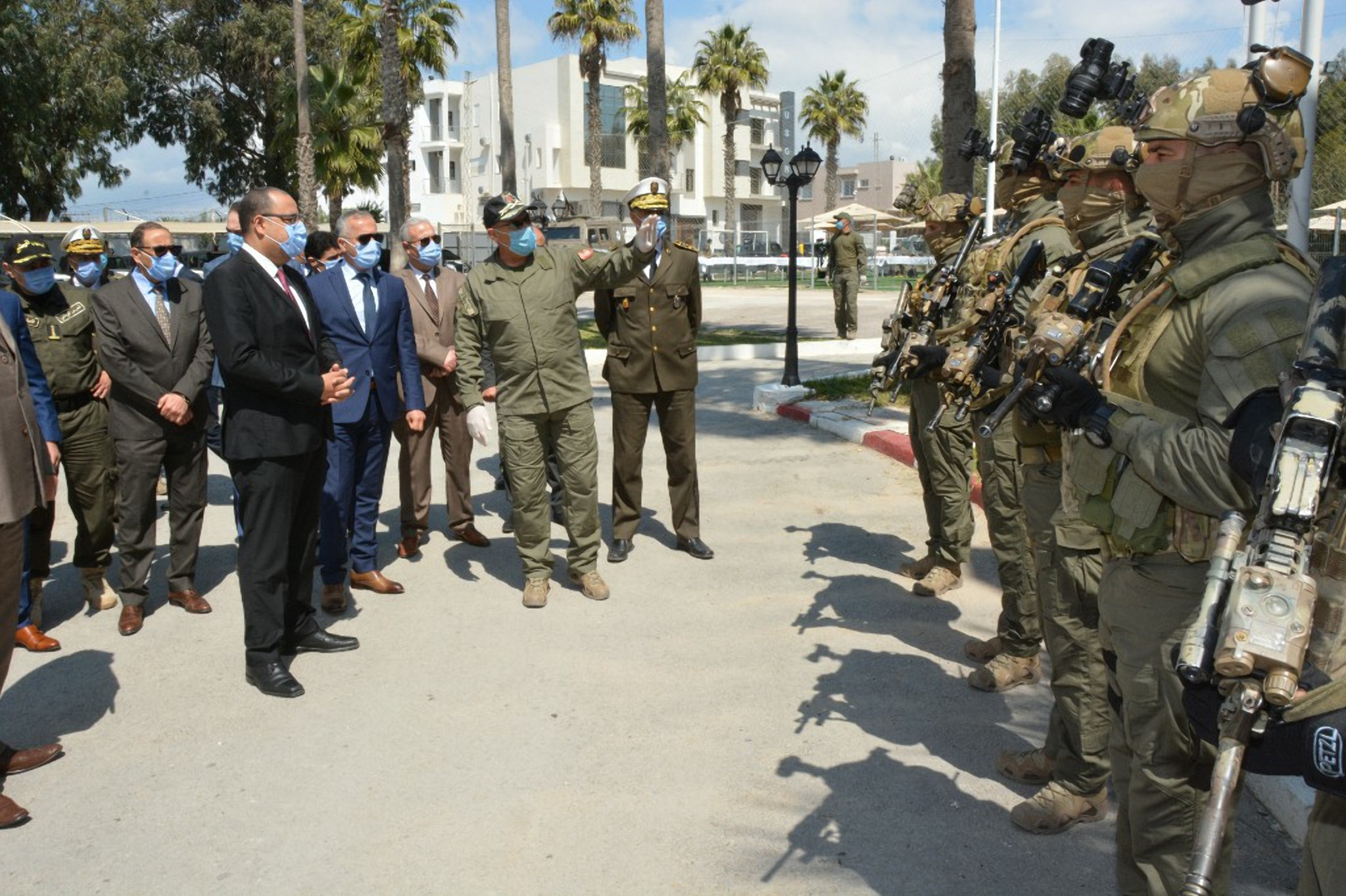
La visite du ministre de l'intérieur Hichem Mechichi à la garnison de Bir Bouregba, QG de l'USGN durant le confinement de 2020.

La décision de sa création, prise en 1980 aux lendemains des événements de Gafsa, est effective en 1981. L'objectif est de doter la garde nationale d'une unité équivalente à la Brigade antiterrorisme de la police tunisienne qui puisse être déployée dans les zones sous juridiction de la garde nationale.

## Organisation
L'USGN est basée dans la région de Bir Bouregba, où se situe son centre de commandement.

## Missions
Formés, instruits et entraînés aux techniques, tactiques et procédures les plus avancées, les opérateurs de l'USGN sont destinés à exécuter des missions complexes et critiques qui dépassent les capacités des forces conventionnelles.

## Coopération et relations internationales
L'USGN est la première et la seule unité spéciale du continent africain invitée à la Combat Team Conference (en)[source insuffisante].
Elle prend part à un exercice conjoint avec le GIGN français en 2021.